# Manuel de Moura y Corte-Real

Manuel de Moura y Corte-Real.

Manuel de Moura y Corte-Real (Madrid, 17 de agosto de 1590 – Madrid, 28 de enero de 1651), segundo marqués de Castel Rodrigo, conde de Lumiares y señor de las capitanías de Angra y São Jorge, fue un militar y político portugués y español. Hijo de Cristóbal de Moura, Virrey de Portugal. 

## Biografía
Comendador mayor de la Orden de Alcántara, gentilhombre de cámara y  Mayordomo mayor del Rey Felipe IV, fue embajador en la corte del emperador Fernando III de Austria y en Roma (1632–1644). Gobernador de Flandes (1643–1647), durante su gestión fueron ocupadas por Francia las plazas de Béthune, Saint-Venant, Armentières (devuelta a España en el Tratado de los Pirineos y perdida definitivamente en el Tratado de Aquisgrán) y Dunkerque en 1646 (recuperada por España en 1652 y perdida definitivamente en 1658). En 1649 el Rey le hizo jefe de su casa como Mayordomo mayor si bien la mayor influencia en la Corte la ejercía el todopoderoso Sumiller de Corps, duque de Medina de las Torres. Fue Padre del que también fue gobernador de Flandes, Francisco de Moura Corterreal.
| Predecesor: Francisco de Melo | Gobernador de los Países Bajos españoles 1644 – 1647 | Sucesor: Leopoldo Guillermo de Habsburgo |

- Datos: Q3178222
- Multimedia: Manuel de Moura Corte Real, 2nd Marquis of Castelo Rodrigo / Q3178222